# Maria de Foix, infanta de Navarra
Maria de Foix e Trastâmara (Carcassona, 1452 - Casale, 1467) foi uma nobre francesa e infanta de Navarra. Era filha do conde Gastão IV de Foix e da rainha Leonor I de Navarra.
Casou-se em 1465 com o marquês Guilherme VIII de Montferrato. Desta união nasceram:
- Joana (1466 - 1490), que foi a esposa de Ludovico II, marquês de Saluzzo,
- Lucrécia (1468 - 1508), casada com Reinaldo de Este.